# Радиани, Шалва Дмитриевич
Шалва Дмитриевич Радиани (груз. შალვა დიმიტრის ძე (შეწირული) რადიანი, наст. фамилия — Шецирули, 30 декабря 1904, Озургети — 23 марта 1977, Тбилиси) — советский грузинский критик, литературовед, профессор. Заслуженный деятель науки Грузинской ССР.

## Биография

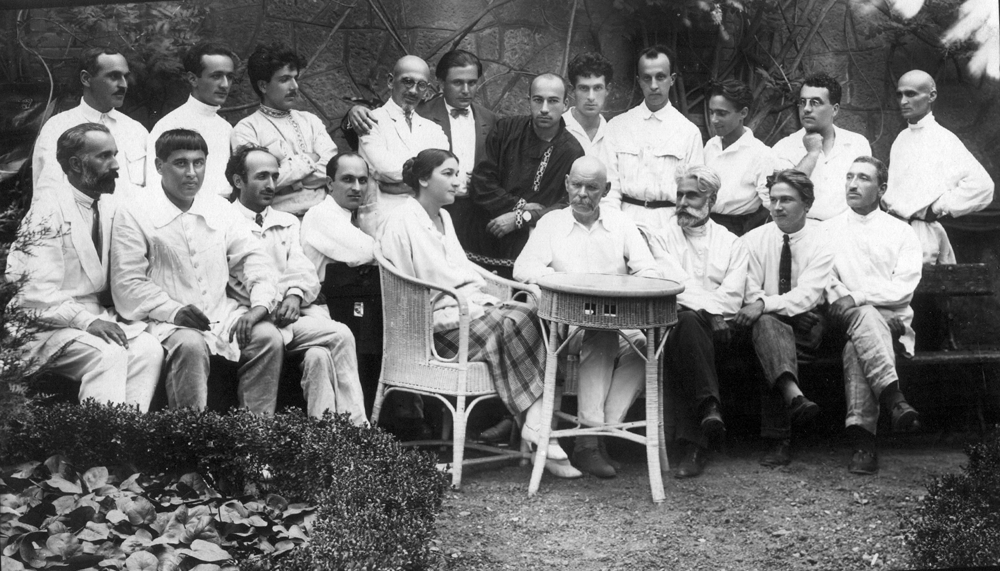
Максим Горький в гостях у грузинских писателей в саду Дворца писателей Грузии. 24 июля 1928 года. Радиани — во втором ряду четвёртый справа

Окончил филологический факультет Тбилисского университета в 1929 году. Преподавал там же, был первым лектором курса грузинской советской литературы, с 1942 года возглавлял кафедру истории новой грузинской литературы. Член Коммунистической партии с 1929.
Литературно-критической работой занимался с 1926 года. Принимал активное участие в создании и деятельности Союза писателей Грузии, с 1927 года — редактор ряда газет и журналов: «Мнатоби», «Пролетарули Мцерлоба», «Дроша», «Сабчота Мцерали», «Литературули газети», «На рубеже Востока». В 1929—1932 годах был секретарем Союза писателей Грузии, в 1937—1942 годах — в редколлегии газеты «Литературная Грузия». С 1944 года — заведующий отделом Института истории грузинской литературы имени Руставели, в 1949—1958 годах — директор института.
Автор историко-литературоведческих и критических работ: «Литературное наследство» (кн. 1—2, 1947), «Литературные портреты» (1953, неск. изданий), «Новая грузинская литература» (ч. 1—2, 1949—50), «Грузинская литература 20-го века» (1959), «Грузинские писатели» (1963), «Современники» (1965) и др. В соавторстве с А. Барамидзе и Б. Жгенти написал «Историю грузинской литературы» (1958, на рус. яз.).
Похоронен в Дидубийском пантеоне.